# 1979 en Italie
Chronologie de l'Italie
- 1975
- 1976
- 1977
- 1978
- 1979
- 1980
- 1981
- 1982
- 1983

Cette page concerne l'année 1979 du calendrier grégorien.

## Évènements
- 23 janvier : Le groupe Fiat devient une holding, composé de onze sociétés autonomes[1]
- 31 janvier : le gouvernement Andreotti donne sa démission quand les communistes annoncent qu’ils retournent dans l’opposition[2].

- 23 février : la cour d'assises de Catanzaro condamne les néofascistes Franco Freda, Giovanni Ventura et Guido Giannettini à la réclusion à perpétuité pour l'attentat de la piazza Fontana[3].

- 13 mars : l’Italie adhère au SME[4].
- 20 mars : le journaliste Mino Pecorelli est assassiné à Rome[5].
- 21 mars : après l’échec de Ugo La Malfa (PRI), Giulio Andreotti forme un nouveau gouvernement[2].
- 31 mars : n’ayant pas obtenu la confiance au Sénat, Andreotti démissionne[2] (les communistes refusent d’appuyer un gouvernement dans lequel ils ne seraient pas représentés par des ministres). Le gouvernement assure les affaires courantes pendant les élections.
- 2 avril : face à l’absence de majorité parlementaire, le président de la République dissout le Parlement[6].
- 7 avril : arrestation de nombreux militants de l'Autonomie ouvrière ; la lutte contre les terroristes s’étend aux milieux  universitaires et intellectuels. 25 professeurs et intellectuels, dont le philosophe de l’université de Padoue Toni Negri, sont arrêtés par la police[7]. Della Chiesa démantèle les Brigades rouges (1979-1981).

- 12 mai : inauguration du tunnel routier du Fréjus[1].

- 3 - 4 juin : aux élections parlementaires, le PCI passe de 34,4 % à 30,4 % des voix, le PSI augmente un peu, la DC se maintient à la baisse (38,3 %) et le parti radical de Marco Pannella passe de 1,1 % à 3,5 %[8].
- 10 juin : élections européennes[9].

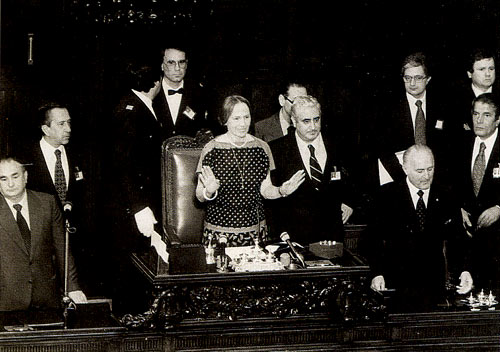
Élection de Nilde Iotti à la présidence de la Chambre.

- 20 juin : ouverture de la VIIIe législature de la République italienne[2]. La communiste Nilde Iotti est la première femme élue présidente de la Chambre des députés[10].

- 24 juin : fondation du Tribunal permanent des peuples à Bologne, à l'initiative du sénateur italien Lelio Basso[11].
- 30 juin : la première Marche des fiertés homosexuelles en Italie réunit 5 000 personnes à Turin[12].

- 11 juillet : assassinat à Milan de l'avocat Giorgio Ambrosoli, liquidateur de la Banca Privata Finanziaria, par ordre de Michele Sindona[13].

- 4 août : le démocrate-chrétien Francesco Cossiga forme un gouvernement avec la participation des libéraux[2].
- 6 août : l'IRI signe avec la Chine un accord de « location » de 40 000 travailleurs en cinq ans destinés au tiers-monde[1].

- 12 septembre : une éruption de l'Etna, en Sicile, fait 9 morts et 22 blessés[14].
- 14 septembre : accident aérien près de Sarroch, en Sardaigne[15].
- 25 septembre : le magistrat Cesare Terranova est assassiné par la mafia sicilienne à Palerme[16].

- 15 décembre : décret-loi Cossigna allongeant la détention préventive pour les personnes soupçonnées d'acte terroriste et autorisant les écoutes téléphoniques[17].
- 22 décembre : libération du chanteur Fabrizio De André, prisonnier de ravisseurs sardes depuis le 27 août[18].

## Économie
- Semaine de 39 heures.

- Le recensement estime à une fourchette de quatre à sept millions le nombre de personnes travaillant illégalement. Cette économie souterraine, bénéficiant de coûts de production assez bas, se révèle être un appui non négligeable pour l’économie italienne dont l’état réel est moins catastrophique que les chiffres officiels le laissent entendre.

## Culture

### Cinéma
- 20 octobre : 24e cérémonie des David di Donatello.

#### Films italiens sortis en 1979
- 16 mars : Letti selvaggi (Les Monstresses), film italien réalisé par Luigi Zampa
- 14 août : Caligula, film italo-britannique réalisé par Tinto Brass
- 28 septembre : La Diablesse, film italo-espagnol réalisé par Enzo G. Castellari

#### Autres films sortis en Italie en 1979
- 27 septembre : Agente 007 - Moonraker - Operazione spazio (Moonraker), film franco-britannique réalisé par Lewis Gilbert
- 25 octobre : Alien, film américano-britannique réalisé par Ridley Scott
- 18 décembre : Apocalypse Now, film américain réalisé par Francis Ford Coppola
- 22 décembre : All American Boys (La Bande des quatre), film américain réalisé par Peter Yates

#### Mostra de Venise
- Lion d'or :
- Coupe Volpi de la meilleure interprétation féminine :
- Coupe Volpi de la meilleure interprétation masculine :

### Littérature

#### Livres parus en 1979
- Oriana Fallaci : Un uomo

#### Prix et récompenses
- Prix Strega : Primo Levi, La chiave a stella (Einaudi)
- Prix Bagutta : Mario Rigoni Stern, Storia di Tönle, (Einaudi)
- Prix Campiello : Mario Rigoni Stern, Storia di Tonle, (Einaudi)
- Prix Napoli : Marcello Venturi, Il padrone dell'agricola, (Rizzoli)
- Prix Stresa : non décerné
- Prix Viareggio : Giorgio Manganelli, Centuria

## Naissances en 1979
- 16 février : Valentino Rossi, pilote moto
- 10 juin : Nadia Toffa, présentatrice de télévision. († 13 août 2019)
- 22 septembre : Roberto Saviano, écrivain et journaliste.

## Décès en 1979
- 18 janvier : Giovanni Ballestra, 29 ans, aviateur et pilote de chasse. (° 20 avril 1949)
- 10 avril : Nino Rota (Giovanni Rota), 67 ans, compositeur et chef d'orchestre. (° 3 décembre 1911)
- 8 juillet : Tommaso Landolfi, 70 ans, écrivain (° 9 août 1908)
- 17 août : Angelo De Martino, 82 ans, coureur cycliste sur piste, champion olympique de poursuite par équipes aux Jeux olympiques de 1924 à Paris. (° 24 janvier 1897)
- 5 novembre : Amedeo Nazzari (Amedeo Buffa), 71 ans, acteur. (° 10 décembre 1907)
- 23 novembre : Aurelio Menegazzi, 79 ans, coureur cycliste, champion olympique de poursuite par équipes aux Jeux olympiques de 1924 à Paris. (° 15 novembre 1900)